# Esther Dyson

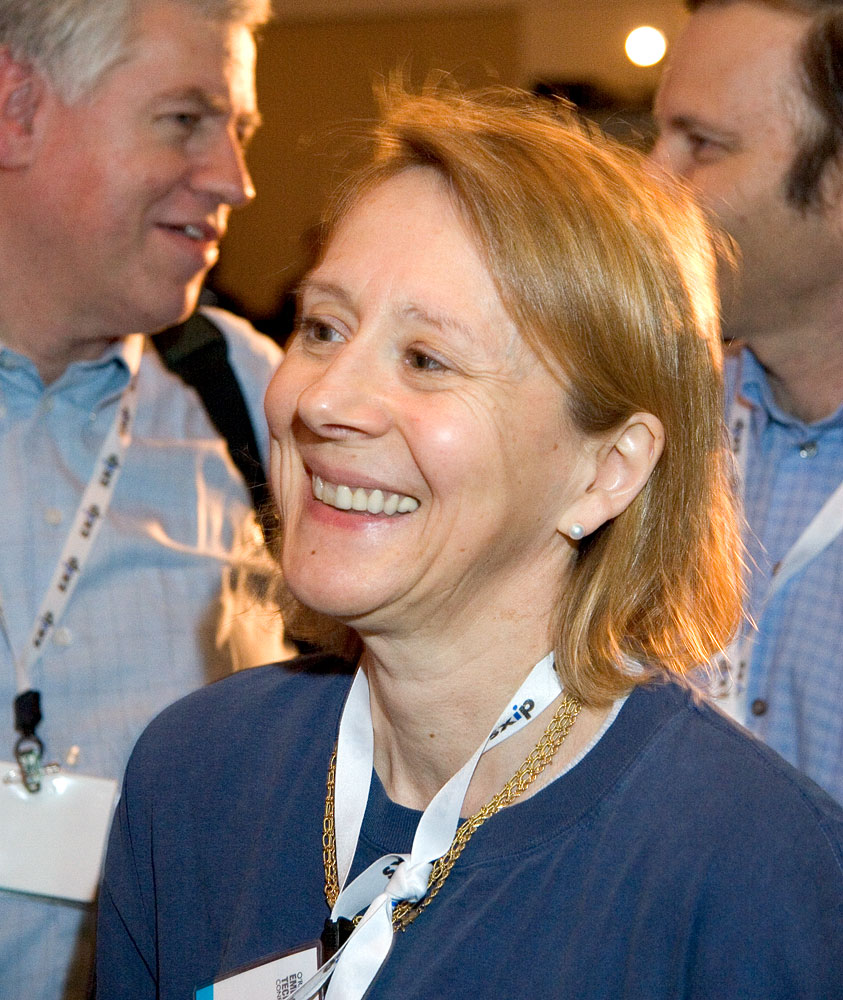
Esther Dyson (2005)

Esther Dyson (* 14. Juli 1951 in Zürich, Schweiz) ist eine US-amerikanische IT-Journalistin, als Gründungsvorstand der ICANN, Internet Corporation for Assigned Names and Numbers eine Pionierin des Internet, Risikokapital-Investorin und mit dem dabei gewonnenen Vermögen auch eine Philanthropin.
Dyson ist die Tochter von Freeman Dyson und Verena Huber-Dyson. Ihr Bruder George Dyson ist ein bekannter Berater und Philosoph im Bereich digitaler Technologien. Ihr Großvater war der Komponist George Dyson.

## Bildung und Laufbahn
Nach ihrem Wirtschaftsstudium in Harvard begann Dyson eine zielstrebige Laufbahn als Schlussredakteurin beim amerikanischen Wirtschaftsmagazin Forbes und wurde schnell zur Reporterin befördert. 1977 trat sie in die New Court Securities ein: als Marktforschungsabteilung, nachdem sie zuvor bei Federal Express und anderen Unternehmensneugründungen gewirkt hat. Nach einer Tätigkeit bei der Investmentbank Oppenheimer Holdings als Beraterin für den Bereich Softwareunternehmen wechselte sie zu Rosen Research und übernahm 1983 das Unternehmen von ihrem Arbeitgeber Ben Rosen, um es unter dem Namen Edventure Holdings neu zu positionieren.
Esther Dyson war von 2004 bis 2006 geschäftsführende Redakteurin bei CNET Networks und zudem verantwortlich für den monatlichen Newsletter. Das PC Forum, eine bedeutende jährliche Konferenz für Führungskräfte des Technologiemarktes, fand im Jahr 2006 zum letzten Mal statt und wird durch eine Reihe neuer Veranstaltungen zur Luft- und Raumfahrt sowie das Gesundheitswesen ersetzt.

## Edventure Projekte
Dyson gibt ihren Projekten griffige Namen:
- Release 0.9 war Dysons Blog auf ZDNet, der sich in Ergänzung zu Release 1.0 um Themen kümmerte, die noch „beta“ waren.[1]
- Release 1.0 war der einflussreiche monatliche Newsletter, der 20 Jahre lang über neue Trends und zukünftige Strategien im Technologiesektor berichtete. Er soll im Jahr 2007 von O’Reilly mit einem neuen Team und neuer inhaltlicher Ausrichtung als Release 2.0 erscheinen.
- Release 2.0 ist ein Buch, das Dyson 1997 veröffentlicht hat. Es beschreibt die Effekte des Internets auf das Leben aller Menschen. Der komplette Titel lautet: Release 2.0: A design for living in the digital age. Eine aktualisierte Fassung wurde unter dem Namen Release 2.1 1998 publiziert.
- Release 3.0 war Dyson's zweimal im Monat erscheinende Kolumne für die New York Times, die zudem in vielen angeschlossenen Zeitungen veröffentlicht wurde. Dyson veröffentlichte diese Inhalte zusätzlich im eigenen Newsletter.
- Release 4.0[2] war Dyson's Weblog, der im Zuge der Übernahme von Edventure durch CNET Networks Anfang 2005 zu Flickr verlagert wurde.[3] Einher ging eine Neuausrichtung des inhaltlichen Formats des Blogs zu einer Sammlung von Fotos und Kommentaren, ein Stil, der inzwischen von vielen meinungsbildenden Bloggern übernommen wurde. Die wesentlichen Inhalte aus dem PC Forum, Flightschool und dem Forum zum Gesundheitswesen finden sich nun im ZDNet Blog Travels with Esther.[1]

Dyson und ihre Unternehmen spezialisieren sich auf Wirkungsanalysen: wie werden die sich rasant entwickelnden Technologien auf die Märkte, das Wirtschaftsleben und auf die Gesellschaften auswirken?

## Nichtkommerzielle Projekte
Dyson ist aktive Teilnehmerin bei diversen Non-profit-Organisationen. Sie investiert Zeit, persönliche Kontakte und Geld in Glasses for Humanity, Bridges.org, the National Endowment for Democracy und die Eurasia Foundation. Zwei Jahre lang wirkte sie als Gründungsvorstand der ICANN, Internet Corporation for Assigned Names and Numbers.
Esther Dyson ist Board-Mitglied bei der The Long Now Foundation.

## Raumfahrt
Am 7. Oktober 2008 gab die Firma Space Adventures bekannt, dass Esther Dyson eine Ausbildung als Raumfahrtteilnehmerin durchlaufen wird. Sie war Reserve für Charles Simonyi, der im März 2009 mit Sojus TMA-14 für einen Kurzzeitaufenthalt zur Internationalen Raumstation flog. Dyson absolvierte eine vollwertige Ausbildung, wäre aber nur dann zu einem Raumflug gekommen, wenn Simonyi verhindert gewesen wäre.